# Calanthe nipponica
Calanthe nipponica là một loài thực vật có hoa trong họ Lan. Loài này được Makino mô tả khoa học đầu tiên năm 1898.